# Chasseurs Britanniques
Gli Chasseurs Britanniques ("Cacciatori britannici" in lingua francese) furono un battaglione di fanteria leggera del British Army, creato nel 1801 a partire da volontari francesi e attivo nel periodo delle guerre napoleoniche.
Costituito partendo dai resti di formazioni armate costituite dai realisti francesi per combattere la Francia repubblicana, il battaglione vide un intenso impiego bellico al servizio del Regno Unito nel settore del mar Mediterraneo: fu impiegato due volte in Egitto, prima durante la campagna napoleonica del 1798-1801 e poi durante la guerra anglo-turca del 1807-1809, nonché in varie occasioni nell'Italia meridionale; assegnato nel 1811 all'armata del Duca di Wellington schierata nella Penisola iberica, il battaglione partecipò a molti dei più importanti scontri della guerra d'indipendenza spagnola.
L'unità fu infine sciolta nell'ottobre 1814 al termine delle ostilità tra Regno Unito e Francia.

## Storia

### Formazione e campagne in Egitto e Italia
Gli Chasseurs Britanniques trassero origine dall'Armée de Condé, uno dei molti corpi armati formati dai sostenitori della monarchia e dagli Émigré francesi per combattere il regime repubblicano installatosi in Francia dopo gli eventi della Rivoluzione francese del 1789. Nata nel 1791, l'Armée de Condé combatté nel corso della guerra della prima coalizione e della guerra della seconda coalizione prima al soldo della Monarchia asburgica e poi dell'Impero russo. Dopo che la Russia ebbe stipulato un trattato di pace con la Francia all'inizio del 1800, l'armata fu ingaggiata al servizio dei britannici per continuare la lotta a fianco degli austriaci nel sud della Germania; il 9 febbraio 1801 anche l'Austria stipulò la pace con la Francia e l'Armée de Condé, in quel momento accampata a Windisch-Feistritz, rimase senza impiego. I britannici progettarono di trasferire l'intero corpo in Egitto, dove erano ancora impegnati in una campagna contro i francesi, ma molti degli uomini si rifiutarono e chiesero di essere congedati; alla fine, dai ranghi dell'armata fu possibile trarre un singolo battaglione di circa 600 uomini, offertisi spontaneamente come volontari per servire in Europa e nella regione del mar Mediterraneo.
Il 1º maggio 1801 l'Armée de Condé fu ufficialmente sciolta e i volontari rimasti formarono il battaglione degli Chasseurs Britanniques. L'unità, al comando del tenente colonnello Thomas Charles le Forestier sostituito poi, il 25 aprile, dal colonnello britannico John Ramsay, comprendeva sei compagnie di fanteria leggera; gli ufficiali erano quasi tutti di origine francese, mentre la truppa comprendeva anche diversi tedeschi, svizzeri e polacchi. Il battaglione si imbarcò a Trieste per Malta da dove poi, all'inizio di giugno, fece vela per l'Egitto come rinforzo per l'armata britannica impegnata nella regione; il battaglione prese parte all'assedio di Alessandria d'Egitto tra agosto e settembre del 1801, ma vide scarsa azione e subì poche perdite. Conclusasi la campagna con la resa delle forze francesi, il 15 ottobre il battaglione rientrò a Malta con una forza di 32 ufficiali e 632 sottufficiali e soldati.
Il battaglione rimase di guarnigione a Malta fino al 1803, quando si imbarcò alla volta dell'Inghilterra; acquartierato sull'isola di Wight, fu incrementato nell'organico tramite l'assorbimento di altri reparti di Émigré francesi riparati nel Regno Unito, e le compagnie furono aumentate prima a sette e quindi a dieci all'inizio del 1804, quando il battaglione fu riportato a Malta. Nell'ambito delle operazioni della guerra della terza coalizione, il battaglione fu parte della spedizione britannica sbarcata a Napoli nell'ottobre 1805, ma fu ritirato nel gennaio 1806 e inviato di guarnigione in Sicilia; parte dell'armata del generale John Stuart, tre compagnie degli Chasseurs sbarcarono in Calabria nel giugno seguente, partecipando all'assedio e alla cattura di Reggio in luglio. Gli Chasseurs furono ritirati in Sicilia nel settembre 1806, non prima di aver incorporato 300 nuove reclute dai prigionieri di guerra francesi presi dai britannici in Calabria.
Nel marzo 1807 il battaglione tornò in Egitto per partecipare alla spedizione di Alessandria, parte degli scontri della guerra anglo-turca; duramente impegnato nel corso dell'assalto a Rosetta il 31 marzo, il battaglione subì non meno di 300 perdite tra morti e feriti mentre tentava di coprire la ritirata delle forze britanniche. Gli Chasseurs rimasero nella zona di Alessandria d'Egitto fino al settembre 1807, quando fecero ritorno a Malta; incorporate altre reclute straniere di varia provenienza, il battaglione partecipò tra il 24 e il 30 giugno 1809 alle incursioni anfibie britanniche contro Ischia e Scilla.

### La campagna di Spagna
Nel novembre 1810, con un organico di circa 1.740 uomini divisi in dodici compagnie (tra cui una di granatieri e una di tiratori scelti), gli Chasseurs Britanniques lasciarono Malta per andare di guarnigione a Cadice in Spagna; due compagnie rimasero a Cadice fino al gennaio 1813, mentre il resto del battaglione si trasferì a Lisbona nel gennaio 1811 per poi, nel marzo seguente, entrare a far parte dell'armata del Duca di Wellington impegnata contro i francesi nel corso della guerra d'indipendenza spagnola.
Per quell'epoca il carattere "francese" del battaglione era ormai alquanto attenuato: il corpo degli ufficiali continuava a essere formato in larga maggioranza da francesi, non di rado figli degli originari Émigré realisti dell'Armée de Condé, ma i ranghi della truppa erano ormai stati riempiti da ex prigionieri di guerra e disertori delle armate napoleoniche, annoverando ormai soldati di origine svizzera, italiana, polacca e croata attirati al servizio britannico, più che da motivazioni politiche e ideologiche, dalla prospettiva di paghe migliori e migliori possibilità di saccheggio. Il battaglione mantenne una buona reputazione come unità combattente, frutto della dura disciplina imposta dai suoi ufficiali, ma divenne anche particolarmente noto per l'alto tasso di diserzioni che lo affliggeva: 139 soldati disertarono i ranghi del battaglione nel corso del 1811, altri 170 uomini nel 1812 e 224 nel 1813. Questo costante tasso di diserzioni fu così preoccupante che, per ordine speciale di Wellington, al battaglione fu vietato di distaccare suoi soldati in incarichi isolati come picchetti e sentinelle, per paura che potessero approfittare della minore sorveglianza da parte degli ufficiali per fuggire.
Assegnati come componente di fanteria leggera alla 7ª Divisione britannica, gli Chasseurs Britanniques parteciparono a molti dei più importanti scontri della campagna iberica. Tra il 3 e il 5 maggio 1811 il battaglione si mise in luce durante la battaglia di Fuentes de Oñoro, nel corso della quale riportò più di 60 perdite; tra il 7 e il 10 giugno invece gli Chasseurs parteciparono al primo assalto britannico alla fortezza di Badajoz con risultati più che deludenti: inviati a scalare le mura della città, molti uomini preferirono gettare le scale e darsi alla fuga. Il battaglione fu poi presente all'assedio di Ciudad Rodrigo (7-20 gennaio 1812), alla battaglia di Salamanca (22 luglio 1812) e alla presa di Madrid da parte delle forze di Wellington nell'agosto 1812; dopo la ritirata dell'armata alleata in Portogallo a seguito del fallimento dell'assedio di Burgos, gli Chasseurs Britanniques si misero nuovamente in luce nel corso della decisiva vittoria di Wellington nella battaglia di Vitoria il 21 giugno 1813, durante la quale il battaglione subì più di 140 perdite.
Nuovamente impegnati nella battaglia di Sorauren il 30 luglio 1813, durante la quale riportarono più di 50 perdite, gli Chasseurs combatterono nel corso della campagna dei Pirenei, prendendo parte alle battaglie del Bidassoa (7 ottobre), di Nivelle (10 novembre) e del Nive (9 dicembre), aprendosi la strada verso la Francia stessa. Dopo aver preso parte alla vittoria di Wellington nella battaglia di Orthez (27 febbraio 1814), gli Chasseurs furono assegnati come scorta al principe Luigi Antonio di Borbone-Francia, erede al trono di Francia, durante il suo rientro in patria; il 12 marzo il battaglione entrò incontrastato a Bordeaux venendo accolto dalla folla in festa.
Con l'abdicazione di Napoleone Bonaparte nell'aprile 1814, i giorni del battaglione al servizio britannico erano ormai cessati. Un distaccamento di Chasseurs Britanniques fu assegnato come contingente di fanteria di marina al vascello della Royal Navy HMS Ramillies, prendendo parte a operazioni minori nelle acque dell'America del nord durante la guerra anglo-americana fino al settembre 1814; il resto del battaglione fu invece acquartierato a Lymington in Inghilterra e qui, il 5 ottobre 1814, fu infine sciolto.

## Uniformi
La prima uniforme degli Chasseurs Britanniques aveva poco in comune con lo stile delle divise del British Army. Gli Chasseurs vestivano infatti giacche verdi con colletto e paramani neri o gialli, pantaloni grigi e mezze ghette nere; come copricapo veniva portato uno sciaccò cilindrico nero ornato da una coccarda nera, un corto piumetto verde e un emblema metallico raffigurante un corno da caccia, mentre la buffetteria (le cinghie dell'equipaggiamento) era in cuoio nero.
Nel 1803, durante il periodo di permanenza del battaglione sull'Isola di Wight, l'unità fu riequipaggiata con uniformi di stile più "britannico": fu adottata la tipica giubba rossa dell'esercito britannico, con colletto e paramani azzurri, risvolti delle falde bianchi e galloni al petto bianchi, rossi e azzurri; i pantaloni erano bianchi con mezze ghette nere, e come copricapo era portato il tipico sciaccò cilindrico "a tubo di stufa" della fanteria britannica, ornato da un corto piumetto rosso (bianco per la compagnia di granatieri, verde per quella dei tiratori scelti), una coccarda nera e il fregio con il corno da caccia. La buffetteria era in cuoio nero. Come d'uso anche per gli ufficiali britannici, gli ufficiali degli Chasseurs Britanniques portavano come copricapo un grosso bicorno con un pennacchio rosso e bianco, una fascia cremisi portata in vita e controspalline color argento.